# Awbeh
Awbeh es una ciudad de Afganistán, perteneciente a la provincia de Herat. Su población es de 8.075 habitantes (2007). Otros nombres que recibe o ha recibido esta ciudad son: Ōbe, Owbeh, Owbī, Owbi, Obeh, Obi, Obai, Obay, Ubay o Ubeh. 
- Datos: Q5198956